# Tolomeo
Tolomeo (títol original en italià, en català Tolomeo), Händel-Werke-Verzeichnis 25, és una obra dramaticomusical en tres actes composta  per Georg Friedrich Händel sobre un llibret en italià de Nicola Francesco Haym. Es va estrenar el 30 d'abril de 1728 al Her Majesty's Theatre de Ciutat de Westminster.